# Наутилус (Фултон)
Наутилус (фр. Nautile) — обобщающее название для трёх подводных лодок, построенных в 1800—1804 годах по проектам выдающегося инженера Роберта Фултона.

## История и конструкция
Первая из лодок была спроектирована в 1800 году. Корпус лодки был деревянный с металлическими конструкциями, обшитый медными листами. В надводном положении лодка шла под парусом, в подводном приводилась в движение за счёт мускульной силы экипажа. Лодка была вооружена буксируемой на тросе миной.
В 1800 году лодка была испытана в гавани Гавра. Она прошла под водой 460 метров на глубине 7,6 м. Ей управляли два члена экипажа.
В военных действиях не участвовала.
Талантливый учёный, пошедший по следам Бушнелла, предлагал свои проекты флотам Франции и Великобритании, однако на вооружение лодки приняты не были. Опередившие своё время проекты востребованы не были, и в результате Фултон в 1806 году прекратил ими заниматься, посвятив свою дальнейшую деятельность строительству пароходов.

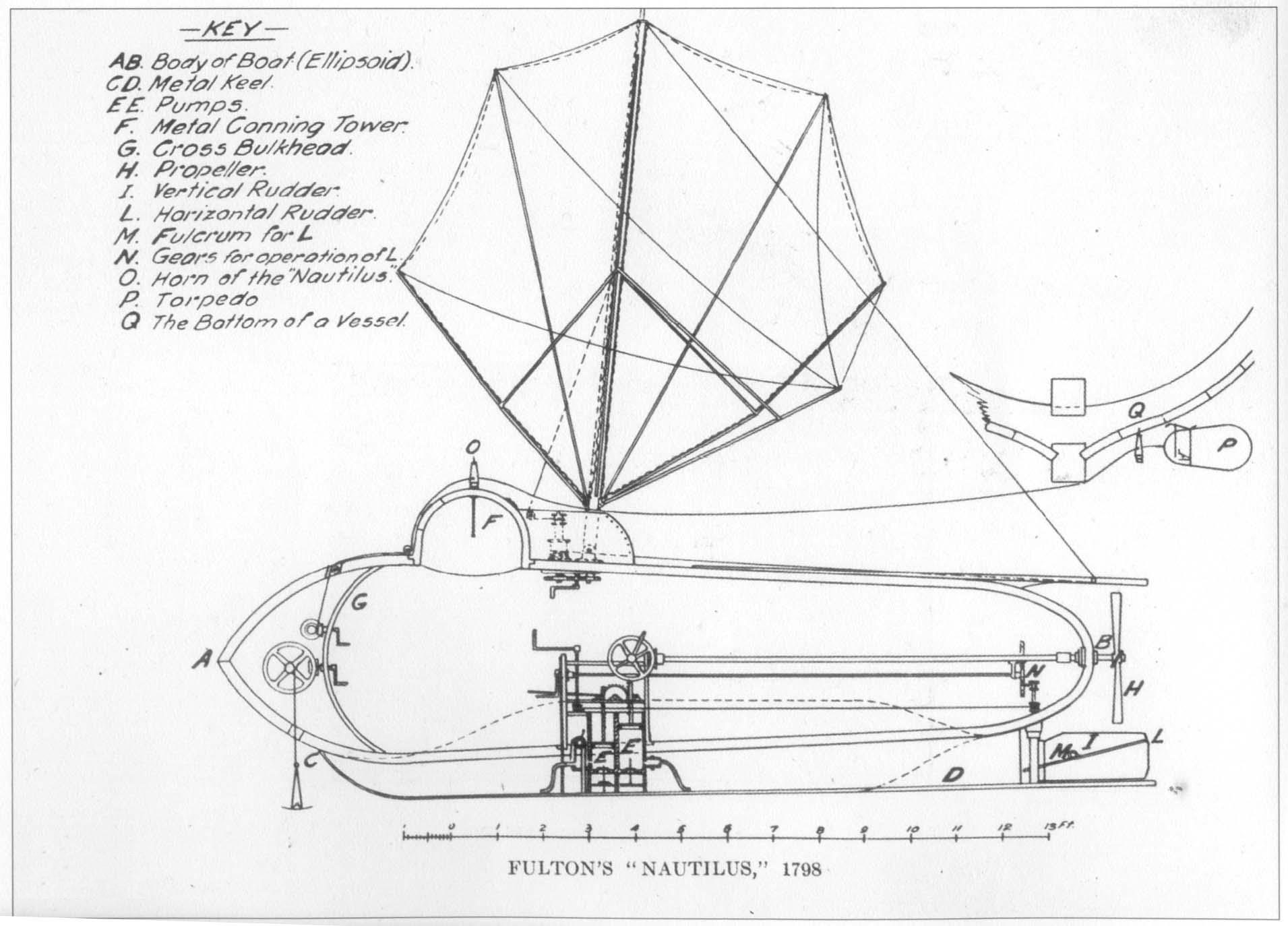
Naurtilus-2